# 妮可·帕爾曼
妮可·帕爾曼（英語：Nicole Perlman，1981年12月10日—）是一名美國編劇，因共同編劇漫威電影宇宙電影《银河护卫队》（2014年）、漫威電影《驚奇隊長》（2019年）的故事以及《POKÉMON 名偵探皮卡丘》（2019年）而知名。

## 早年生活
帕爾曼出生於科羅拉多州波德，是麥可·帕爾曼（Michael Perlman）和佩妮·帕爾曼（Penny Perlman）的女兒。她是一名猶太人。她在波德長大，曾就讀於波德高中。她曾在紐約大學帝勢藝術學院主修電影和戲劇寫作，並於2003年獲得藝術學士學位。她的劇本《Challenger》獲得翠貝卡電影節史隆科學電影獎。

## 職業生涯
2009年，帕爾曼參加了漫威公司的編劇項目，在此期間，漫威公司向她提供幾部不太知名的作品，供她根據這些作品創作劇本。由於對太空和科幻小說的興趣，帕爾曼選擇丹·阿布尼特和安迪·蘭寧的《星際異攻隊》。。「我不能告訴你（漫威）擺在桌面上的其他片名是什麼，但我可以告訴你，其中有一個片名對我來說更合適一些，這只是基於性別的考慮。」她說：「我想，當我選擇《異攻隊》時，他們有點吃驚，因為如果你是一個浪漫喜劇編劇或諸如此類的作家，有一些作品會更有意義。」帕爾曼花了兩年時間寫草稿，沉浸在《異攻隊》的宇宙中。2011年底，帕爾曼受邀創作另一個草稿。2012年初，美國編劇兼導演詹姆斯·岡恩被邀請參與劇本創作，並執導該片。2015年，帕爾曼因《星際異攻隊》而與岡恩共同獲得雨果獎最佳戲劇表現獎和雷·布萊伯利獎。
2018年，帕爾曼首次執導短片《The Slows》，該片在奇幻電影節上全球首映，並在紐約影展上播放。該片改編自蓋爾·哈里文首次刊登在《紐約客》上的短篇小說，由安妮特·莫翰德魯和布莉妲·鄔爾主演。
在《驚奇隊長》（2019年）中，帕爾曼與他人共同獲得「故事編劇」的榮譽。
她與《神秘小鎮大冒險》的創作者艾力克斯·赫希共同撰寫電影《POKÉMON 名偵探皮卡丘》的早期劇本。最後她與本吉·薩米特和丹·赫南德茲獲得「故事編劇」的榮譽，而赫希則沒有獲得榮譽。

### 近期項目
2016年1月，帕爾曼宣布她將與費德·阿瓦雷茲和傑伊·巴蘇（Jay Basu）一起撰寫的續集。2016 年10月，華納兄弟、Village Roadshow和唐尼團隊為蓋·瑞奇的第三部組建了一個編劇室，其中包括帕爾曼、賈斯汀·馬倫（Justin Malen）、蓋瑞·惠塔、吉妮瓦·羅伯森-多瑞和基蘭·費茲傑拉（Kieran Fitzgerald）。

## 影視作品

### 電影
| 年份 | 譯名標題             | 原名標題                  | 編劇 | 備註                                                                  |
| ---- | -------------------- | ------------------------- | ---- | --------------------------------------------------------------------- |
| 2011 |                      | Thor                      | 助理 | 未記明，參與對話                                                      |
| 2014 | 银河护卫队           | Guardians of the Galaxy   | 是   | 與詹姆斯·岡恩共同編劇                                                 |
| 2019 | 驚奇隊長             | Captain Marvel            | 故事 | 故事由梅格·蕾法芙、吉妮瓦·羅伯森-多瑞、安娜·波頓與瑞安·弗雷克共同撰寫 |
| 2019 | POKÉMON 名偵探皮卡丘 | Pokémon Detective Pikachu | 故事 | 故事由本吉·薩米特和丹·赫南德茲共同撰寫                                |

### 短片電影
| 年份 | 標題            | 編劇 | 製片人 | 備註   |
| ---- | --------------- | ---- | ------ | ------ |
| 2017 | Raising a Rukus | 是   | 執行   |        |
| 2018 | The Slows       | 是   | 否     | 兼導演 |

## 外部連結
- 妮可·帕爾曼在互联网电影资料库（IMDb）上的資料（英文）
- . Forbes. July 29, 2014  [August 18, 2017]. （原始内容存档于2017-08-18）.
- Dana Goodyear, Nicole Perlman Harnesses Her Superpowers （页面存档备份，存于）, The New Yorker, January 14, 2019